# Bandera de les Comores
La bandera de les Comores és la bandera de la Unió de les Comores, descrita a la Constitució de la Unió de les Comores, adoptada per referèndum el 23 de desembre de 2001. Continua mostrant la mitja lluna i les quatre estrelles, que és un motiu que s'ha utilitzat en formes lleugerament diverses des de 1975 per part del moviment independentista. En la seva constitució, hom es refereix a la insígnia com «emblema nacional», encara que s'entén que en realitat es tracta d'una bandera.
| « | Títol I – De la Unió de les Comores Article 1 […] L'emblema nacional és groc, blanc, vermell i blau, una lluna creixent blanca girada envers la dreta i 4 estrelles blanques alineades d'un extrem a l'altre de la lluna creixent dins d'un triangle isòsceles de fons verd [...]. | » |

## Disseny
El disseny consisteix en un creixent lunar blanc amb quatre estrelles blanques de cinc puntes dins d'un triangle verd. La bandera té quatre franges, que representen les quatre illes de la nació: groc per a Mohéli, blanc per a Mayotte (reclamat per les Comores però administrat per França), vermell per a Anjouan i blau per a Gran Comore. Les quatre estrelles de la bandera també simbolitzen les quatre illes de les Comores. L'estrella i el creixent, així com el color verd de la bandera, simbolitzen la seva religió principal, l'Islam.
Les puntes de les estrelles solen estar orientades cap amunt, tal com es reflecteix en el model subministrat quan es va adoptar la bandera, encara que els documents legals sobre la bandera no especifiquen la seva orientació i hi ha una variant en què les estrelles apunten cap a fora i no cap amunt.

## Colors
| Model de color | Verd       | Groc        | Blanc         | Vermell     | Blau       |
| -------------- | ---------- | ----------- | ------------- | ----------- | ---------- |
| Pantone        | 355C       | 109C        | Blanc         | 32C         | 293C       |
| RGB            | 0, 150, 57 | 255, 209, 0 | 255, 255, 255 | 239, 51, 64 | 0, 61, 165 |
| HTML           | #009639    | #FFD100     | #FFFFFF       | #EF3340     | #003DA5    |

Els models RGB i HTML s'han extret a patir dels codis de Pantone descrits al manual dels Jocs Olímpics de Londres 2012.

## Banderes històriques

Imperi francès (1887–1963)
Estat de les Comores (1963-1975)
Comores sota el règim d'Ali Soilih (1976–1978)
República Federal i Islàmica de les Comores (1978–1992)
República Federal i Islàmica de les Comores (1992–1996)
República Federal i Islàmica de les Comores (1996–2001)
Anvers de la bandera (1996-2001)
Mateixa que l'anterior, amb en un disseny incorrecte del text.

## Banderes de les illes

Bandera d'Anjouan
Bandera de Grande Comore
Bandera de Mohéli